# Helophilus lunulatus
Helophilus lunulatus là một loài ruồi trong họ Ruồi giả ong (Syrphidae). Loài này được Meigen mô tả khoa học đầu tiên năm 1822. Helophilus lunulatus phân bố ở miền Tân bắc